# Берісад

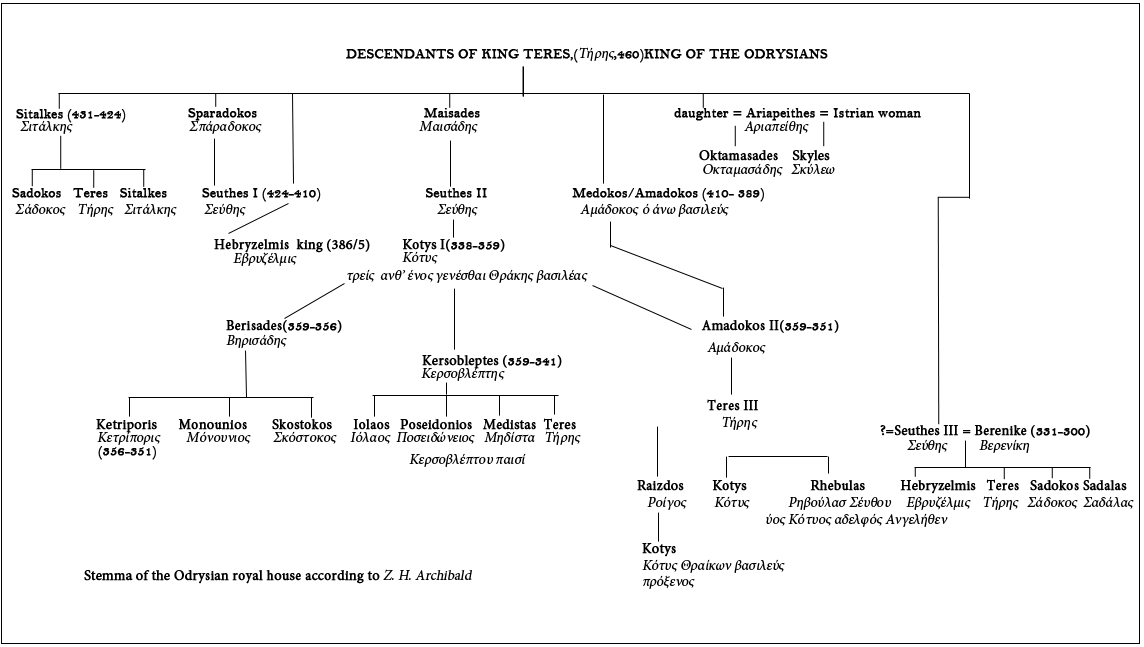
Родовід нащадків Тереса

Берісад (д/н — бл. 352 до н. е.) — співволодар Одриського царства в 360—352 роках до н. е.

## Життєпис
Син царя одрисів Котіса I. Після загибелі батька у 360 році до н. е. виступив проти брата Керсеблепта, що намагався зберегти єдність держави. В цьому Берісад знайшов підтримку в Афін. Зрештою у 359 році до н. е. було домовлено про поділ Одриського царства з братом і стрийком Амадоком II. При цьому Берісад отримав західну частину царства (між річками Нест і Стримон).
У 356 році до н. е. зробив сина Кетріпора своїм співволодарем. У 357 році до н. е. е. македонське військо взяв штурмом Амфіполь, великий торговий центр на фракійському узбережжі. Керсеблепт разом з братами уклав союз з Афінами й іллірійцями проти македонян. Втім у 356 році до н. е. фракійці втратили область Кренід, де македонський цар заснував фортею Філіппи. Золоті копальні гори Пангей в захопленій області дозволили Філіпу II збільшити статки й створити ще більше військо. До 353 року до н. е. коаліція зазнало остаточної поразки. Сам Берісад помер або загинув близько 352 року до н. е. Йому спадкував Кетріпор.